# Lissonota conferta
Lissonota conferta là một loài tò vò trong họ Ichneumonidae.